# Милавчићи
Милавчићи су насељено место града Краљева у Рашком округу. Према попису из 2022. било је 323 становника.

## Демографија
У насељу Милавчићи живи 360 пунолетних становника, а просечна старост становништва износи 44,3 година (43,9 код мушкараца и 44,7 код жена). У насељу има 152 домаћинства, а просечан број чланова по домаћинству је 2,84.
Ово насеље је великим делом насељено Србима (према попису из 2002. године), а у последња три пописа, примећен је пад у броју становника.
|  |

| Демографија | Демографија | Демографија |
| Година      | Становника  | Становника  |
| ----------- | ----------- | ----------- |
| 1948.       | 550         |             |
| 1953.       | 589         |             |
| 1961.       | 609         |             |
| 1971.       | 533         |             |
| 1981.       | 534         |             |
| 1991.       | 473         | 467         |
| 2002.       | 432         | 449         |

| Етнички састав према попису из 2002.‍ | Етнички састав према попису из 2002.‍ | Етнички састав према попису из 2002.‍ | Етнички састав према попису из 2002.‍ | Етнички састав према попису из 2002.‍ |
| ------------------------------------ | ------------------------------------ | ------------------------------------ | ------------------------------------ | ------------------------------------ |
|                                      |                                      |                                      |                                      |                                      |
| Срби                                 | Срби                                 |                                      | 429                                  | 99,30%                               |
| Црногорци                            | Црногорци                            |                                      | 2                                    | 0,46%                                |
| непознато                            | непознато                            |                                      | 1                                    | 0,23%                                |

| Година пописа     | 1948. | 1953. | 1961. | 1971. | 1981. | 1991. | 2002. |
| ----------------- | ----- | ----- | ----- | ----- | ----- | ----- | ----- |
| Број домаћинстава | 107   | 110   | 139   | 139   | 159   | 158   | 152   |

| Број чланова      | 1  | 2  | 3  | 4  | 5  | 6 | 7 | 8 | 9 | 10 и више | Просек |
| ----------------- | -- | -- | -- | -- | -- | - | - | - | - | --------- | ------ |
| Број домаћинстава | 33 | 43 | 29 | 23 | 15 | 5 | 3 | 1 | 0 | 0         | 2,84   |

| Пол    | Укупно | Неожењен/Неудата | Ожењен/Удата | Удовац/Удовица | Разведен/Разведена | Непознато |
| ------ | ------ | ---------------- | ------------ | -------------- | ------------------ | --------- |
| Мушки  | 190    | 50               | 126          | 11             | 3                  | 0         |
| Женски | 187    | 25               | 125          | 30             | 7                  | 0         |
| УКУПНО | 377    | 75               | 251          | 41             | 10                 | 0         |

| Пол    | Укупно                    | Пољопривреда, лов и шумарство | Рибарство                            | Вађење руде и камена | Прерађивачка индустрија       |
| ------ | ------------------------- | ----------------------------- | ------------------------------------ | -------------------- | ----------------------------- |
| Мушки  | 94                        | 15                            | 0                                    | 0                    | 37                            |
| Женски | 45                        | 11                            | 0                                    | 0                    | 10                            |
| УКУПНО | 139                       | 26                            | 0                                    | 0                    | 47                            |
| Пол    | Производња и снабдевање   | Грађевинарство                | Трговина                             | Хотели и ресторани   | Саобраћај, складиштење и везе |
| Мушки  | 1                         | 8                             | 8                                    | 0                    | 8                             |
| Женски | 0                         | 1                             | 3                                    | 4                    | 2                             |
| УКУПНО | 1                         | 9                             | 11                                   | 4                    | 10                            |
| Пол    | Финансијско посредовање   | Некретнине                    | Државна управа и одбрана             | Образовање           | Здравствени и социјални рад   |
| Мушки  | 1                         | 2                             | 8                                    | 0                    | 2                             |
| Женски | 0                         | 0                             | 0                                    | 2                    | 11                            |
| УКУПНО | 1                         | 2                             | 8                                    | 2                    | 13                            |
| Пол    | Остале услужне активности | Приватна домаћинства          | Екстериторијалне организације и тела | Непознато            | Непознато                     |
| Мушки  | 2                         | 0                             | 0                                    | 2                    | 2                             |
| Женски | 1                         | 0                             | 0                                    | 0                    | 0                             |
| УКУПНО | 3                         | 0                             | 0                                    | 2                    | 2                             |